# Mlýn v Novém Veselí
Vodní mlýn v Novém Veselí v okrese Žďár nad Sázavou je vodní mlýn, který stojí na řece Oslavě pod hrází Veselského rybníka u tvrze, s níž je stavebně propojen a tvoří její severní křídlo. Od roku 1994 je chráněn jako nemovitá kulturní památka České republiky.

## Historie
Mlýn s gotickým jádrem byl renesančně upraven pravděpodobně v roce 1563 spolu s přestavbou sousední tvrze. Tvrz i mlýn dala přestavět Alena Meziříčská z Lomnice, paní na zámku ve Velkém Meziříčí a majitelka veselského zboží. Koncem 18. století odkoupil objekt mlynář Matěj Růžička a nechal jej upravit na čtyři obytné domy.
Poslední přestavbou prošel mlýn během 2. světové války, při které bylo modernizováno jeho technické zázemí a odstraněno mlýnské kolo. Po skončení války byl mlýn znárodněn a bez údržby zchátral. Po roce 1990 byl při restituci navrácen původním majitelům, jejichž potomci dům postupně opravili.

## Popis
Místnosti v interiéru mají valenou a křížovou klenbu. Renesanční výzdoba mlýna je patrná zejména na dvorním průčelí, kde je sgrafito kombinací jednoduchých čtvercových psaníček a rostlinných spirálově stočených úponků vyrůstajících z váz. Toto sgrafito u oken na východní fasádě bylo odkryto při opravách fasády v 90. letech 20. století a pod jeho vrstvou byly nalezeny pozdně gotické kresby malované hliněnou rudkou.
V roce 1930 měl mlýn dvě kola na svrchní vodu (1. průtok 0.085 m³/s, spád 4.5 m, výkon 3.31 k; 2. průtok 0.083 m³/s, spád 4.5 m, výkon 3.23 k). Vodní kolo bylo odstraněno v průběhu 2. světové války.